# Isaac Chansa
Isaac Chansa est un footballeur zambien né le 23 mars 1984 à Kitwe. Il joue au poste de milieu de terrain.

## Biographie
Isaac Chansa participe à la Coupe d'Afrique des nations 2006, à la Coupe d'Afrique des nations 2008, à la Coupe d'Afrique des nations 2010 et enfin à la Coupe d'Afrique des nations 2012 avec l'équipe de Zambie. 
Il remporte la Coupe d'Afrique des nations 2012 avec cette équipe.
Ce joueur est finaliste de la Coupe d'Afrique du Sud avec l'Orlando Pirates en 2006. La même année, il est aussi demi-finaliste de la Ligue des Champions de la CAF.
Il remporte la Coupe de Zambie en 2003 avec le Power Dynamos.

## Carrière
- 2002-04 : Power Dynamos ( Zambie)
- 2004-07 : Orlando Pirates ( Afrique du Sud)
- 2007- : Helsingborgs IF ( Suède)